# Каратал (Уїльський район)
Карата́л (каз. Қаратал) — село у складі Уїльського району Актюбінської області Казахстану. Адміністративний центр сільського округу імені Шиганак Берсієва.
Населення — 1174 особи (2021; 1343 у 2009, 1513 у 1999, 1708 у 1989).